# Мария Фьодоровна (Дагмар Датска)
Вижте пояснителната страница за други личности с името Мария Фьодоровна.
Мария Фьодоровна (* 26 ноември 1847; † 13 октомври 1928) е датска принцеса и руска императрица, съпруга на император Александър III и майка на последния руски император Николай II

## Произход
Мария Фьодоровна е родена като принцеса София Фредерика Дагмар Шлезвиг-Холщайин-Зондербург-Глюксбург на 26 ноември 1847 г. в Жълтия дворец, Копенхаген, Дания. Тя е втората дъщеря на крал Кристиан IX (1818 – 1906) и принцеса Луиза фон Хесен-Касел (1817–1898). Благодарение на брилянтните династични бракове на децата си баща ѝ става известен с прозвището дядото на Европа.
Мария е по-малка сестра на кралица Александра, съпруга на краля на Великобритания, Едуард VII. По-големият брат на Мария е кралят на Гърция, Георг I. Най-големият ѝ брат е бъдещият датски крал Фредерик VIII.

## Велика руска княгиня
Широкото разпространение на славянофилството в Руската империя принуждава руския император Александър II да избере за годеница на най-големия си син, великия княз Николай Александрович, принцеса, която да не е от Германия, каквато дотогава е традицията в руското императорско семейство. През 1864 г. Николай Александрович пристига в Дания, където се сгодява за принцеса Дагмар, която пристига с годеника си в Русия. На 22 април 1865 великият княз умира от туберкулоза. Неговото последно желание е Дагмар да се омъжи за по-малкия му брат, великия княз Александър Александрович, бъдещия император Александър III.
Смъртта на младия ѝ годеник се отразява зле на емоционалното състояние на Дагмар. Принцесата се завръща в родината си потънала в толкова дълбока скръб, че собствените ѝ родители се боят за нейното здраве. Трагедията с годеника ѝ сближава много Дагмар с родителите на Николай Александрович, с които тя поддържа непрекъсната кореспонденция, след като се завръща в Дания. В писмата си до Дагмар император Александър II я уверява, че тя винаги ще бъде част от неговото семейство.
През юли 1866 г., докато е на посещение в Копенхаген, великият княз Александър Александрович иска ръката на Дагмар. Дагмар напуска Копенхаген на 1 септември 1866 г. и е посрещната тържествено в Кронщат от император Александър II и цялото му семейство. В Русия на 13 октомври Дагмар приема православието и името Мария Фьодоровна, и получава титлата велика руска княгиня. Сватбата на Мария Фодоровна и Александър е отпразнувана на 9 ноември 1866 в Зимния дворец в Санкт Петербург. Младоженците се установяват в двореца Аничков, където живеят през следващите петнадесет години.
Мария Фьодоровна е красива и популярна. По характер тя е усмихната, жизнерадостна и откровена. Първоначално Мария се заема да научи руски език и да разбере душата на руския народ. Тя рядко се занимава с политика, като посвещава свободното си време изцяло на своето семейството. Изключение прави постоянно изразяваната от нея неприязън към новосъздадената Германска империя, която откъсва територии от родината ѝ Дания.

## Руска императрица
На 13 март 1881 г. император Александър II е убит при бомбен атентант на връщане разходка към Зимния дворец. На руския престол се възкачва съпругът на Мария Фьодоровна Александър III. Двамата са короновани на пищна церемония в Московския кремъл на 27 май 1883.
Поради съображения за сигурност императорското семейство се установява да живее в двореца Гатчина на 50 км. от Петербург. Мария Фьодоровна и Александър III живеят в огромния дворец тринадесет години, като периодически посещават столицата под строга охрана.
По времето на Александър III всички антимонархически организации минават в нелегалност. Група млади студенти планират убийството на императора в Петропавловския събор по време на заупокойната служба по случай шест години от смъртта на император Александър II. Заговорниците приготвят библии, натъпкани с динамит, които трябвало да хвърлят по царя. Тайната полиция успява да разкрие заговора и да залови организаторите. Петима студенти са обесени, сред тях и братът на Владимир Ленин – Александър Улянов.
Мария Фьодоровна посреща зле избора на сина си, бъдещия император Николай II, да се ожени за германската принцеса Алиса Хесенска. Мария и съпругът ѝ я намират за особена и смятат, че тя няма необходимите качества за бъдеща съпруга на император. Двамата познават Алиса от дете и знаят, че тя е истерична и неуравновесена. Въпреки това Мария Фьодоровна и Александър III не се противопоставят на избора на сина си.

## Императрица майка
Император Александър III умира на 1 ноември 1894 г. в Ливадия. Дълго време след смъртта му Мария е неутешима. Сестра ѝ Александра пристига заедно със съпруга си в Русия само няколко дни след смъртта на императора. Принцът на Уелс организира погребението на императора и насрочва дата за сватбата на новия император Николай II за принцеса Алиса.
След смъртта на съпруга си императрицата майка се премества в Аничковия дворец в Санкт Петербург, където живее до революцията. Като императрица майка Мария Фьодоровна престава да бъде обект на атентати от страна на социалисти и анархисти.
През февруари 1917 г. в Русия избухва революция. След среща с детронирания си син в Могильов Мария Фьодоровна се установява за кратко в Киев, където продължава работата си за Червения кръст. Когато обстановката става опасна, императрицата майка е интернирана от временното руско правителство в Крим заедно с други членове на фамилията Романови. Тук тя научава за убийството на синовете си, снаха си и внуците си в Екатеринбург. До края на живота си Мария Фьодоровна отказва да повярва, че двамата ѝ синове Николай и Михаил, снаха ѝ Александра Фьодоровна и внуците ѝ са убити. Истината се оказва прекалено болезнена за нея. Едва към края на живота си императрицата майка успява да осъзнае и да приеме смъртта им.
Въпреки свалянето на монархията през 1917 г., Мария Фьодоровна отказва да напусне Русия. Едва през 1919 г., след упорито настояване от страна на сестра ѝ Александра, Мария Фьодоровна приема с неохота да напусне пределите на болшевишка Русия на борда на крайцера Марлборо, изпратен от крал Джордж V да евакуира леля му от Крим. След кратък престой в Малта и Лондон Мария Фьодоровна се завръща в родната си Дания. Тя се установява в лятната си вила Хвидоре край Копенхаген, където живее до края на живота си.
Мария Фьодоровна умира на 13 октомври 1928 г. във вила Хвидоре край Копенхаген. След опело в православната църква „Св. Александър Невски“ в Копенхаген, останките ѝ са положени в катедралата в Роскиле. През 2005 г. датската кралица Маргрете II, президентът на Русия Владимир Путин и правителствата на Дания и Русия се договарят останките на Мария Фьодоровна да бъдат пренесени в Санкт Петербург. След серия от тържествени церемонии на 28 септември 2006 г. останките на императрица Мария Фьодоровна са положени в Петропавловската катедрала в Петербург до тези на император Александър III.

## Деца
Мария Фьодоровна и император Александър III имат шест деца:
- Цар Николай II (1868 – 1918)
- Велик Княз Александър Александрович (1869 – 1870)
- Велик княз Георги Александрович (1871 – 1899)
- Велика княгиня Ксения Александровна(1875 – 1960)
- Велик княз Михаил Александрович (1878 – 1918)
- Велика княгиня Олга Александровна (1882 – 1960)

## Картини от Мария Фьодоровна
- Натюрморт
 (1868)
- Скъперник
 (1890)

## Титли и звания
- Нейна Светлост Принцеса Дагмар Шлезвиг-Холщайн-Зондербург-Глюксбург (1847 – 1853)
- Нейно Височество Принцеса Дагмар Датска (1853 – 1858)
- Нейно Кралско Височество Принцеса Дагмар Датска (1858 – 1866)
- Нейно Имперско Височество Великата княгиня Мария Фьодоровна, Царевна на Русия (1866 – 1881)
- Нейно Имперско Величество Императрицата на Русия (1881 – 1894)
- Нейно Имперско Величество Императрицата майка на Русия Мария Фьодоровна (1894 – 1928)